# Louis Eggers
Louis Eggers (Breda, 22 juni 1916 - Antwerpen, 4 maart 1994) was een Belgisch syndicalist en politicus voor de BSP en diens opvolger de SP.

## Levensloop
Eggers werd geboren tijdens de Eerste Wereldoorlog te Breda. Na de oorlog liep hij school in het stedelijk onderwijs van Antwerpen. In 1930 werd hij hulpparketlegger, twee jaar later werd hij bediende bij de Algemene Centrale (AC) regio Waasland en in 1938 werd hij propagandist van deze vakcentrale. Ook was hij propagandaleider van de Syndikale Jeugd.
Tijdens de Tweede Wereldoorlog bleef hij in België. Na de bevrijding van de Duitse bezetting keerde hij terug naar de AC, maar maakte op verzoek van Louis Major in 1945 de overstap naar de BTB, alwaar hij secretaris werd voor regio Antwerpen. In 1946 vertegenwoordigde hij de BTB op de ITF-conferentie rond de binnenvaart. In 1952 werd hij benoemd tot nationaal secretaris en op 27 maart 1975 werd hij aangesteld als ondervoorzitter van de BTB. Op 24 februari wordt hij dienstdoend voorzitter en vanaf 31 maart 1978 volwaardig voorzitter van deze vakcentrale. Vanuit deze hoedanigheid was hij onder meer stichter en voorzitter van Schipperswelzijn. Daarnaast was hij arbeidsrechter voor de arbeidsrechtbank van Antwerpen.
Hij was eveneens lid van de COO- (1965 - '76) en vervolgens de OCMW-raad van Antwerpen (1976 - '82). Tevens was hij gemeente- (1965 - '82) en provincieraadslid van het kiesdistrict Antwerpen van 5 april 1968 tot 11 maart 1974. Ook was hij actief in de socialistische toneelkringen Multatuli en Morgenrood en de zangkring De Volkskreet van de achtste wijk. Later werd hij voorzitter van de Rode Burcht van de vierde wijk. Ten slotte was hij secretaris van de Vlaamse Federatie van Socialistische Muziekkorpsen en Zangkringen (VFSMZ), in de jaren 70 secretaris-beheerder van de Antwerpse Waterwerken (AWW) en omstreeks 1979 beheerder van De Goede Woning.